# Madliena torony
A Madliena torony (máltaiul:  Torri tal-Madliena ) kis őrtorony Máltán, Pembroke városától északra, Madlienában. Egyike azoknak az erődtornyoknak, amelyeket az 58. máltai nagymester De Redín építtetett a szigetek partvédelmi hálózatának részeként 1658-ban. A torony a 20. század közepéig megőrizte katonai funkcióját. 

## Története

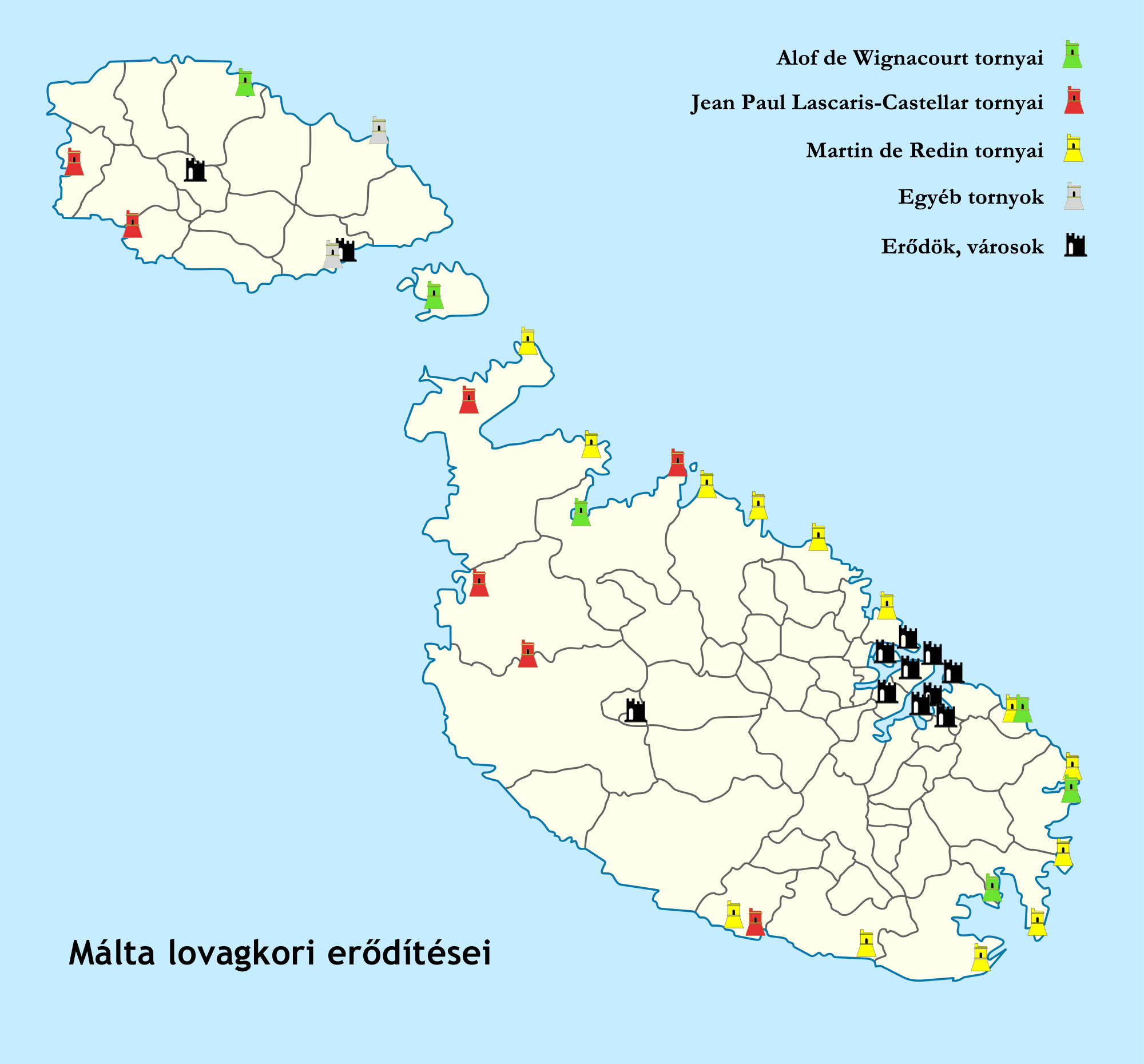
Málta 1530–1798 között épült partvédelmi rendszere

A Madliena torony egy félszigeten, a Ras l-Irqiqa part feletti magaslaton épült, egy középkori őrhely helyén, Martín de Redín nagymester magisztrátusa idején 1658-ban. A De Redín-tornyok építésének célja az volt, hogy őrhelyként működjenek és figyelmeztető lövéseket adjanak le a kalózokra vagy más ellenségesen közeledő hajókra. Wignacourt-tornyokkal és a Lascaris-tornyokkal együtt a De Redín-tornyok is egymástól látótávolságra helyezkedtek el, és a máltai szigetek partvédelmi hálózatának részeként éjjel tűz-, nappal füstjelekkel kommunikáltak a többi erődítménnyel. Tőle nyugatra a Szent Márk-torony, keleti irányban pedig a Szent György-torony áll.
Formailag a korábbi De Redín tornyok szabványos mintáját követte. Alaprajza négyzetes, kétszintes, lapostetős, amelyen mellvéd fut körbe és egy kis lőportorony állt rajta. Az alsó szint falai enyhén befelé dűtöttek, bejárata a szárazföld felőli oldalon, a felső emeleten nyílik, ahová eredetileg csak létrán lehetett feljutni. A belső tér egymás felett két helyiséget alkot, a födémek boltozatosak. Az alsó szint ablaktalan, valószínűleg raktárként használták, eredetileg a felső szinten volt az őrhely és a katonák lakótere. A tetőre csigalépcső vezet.
A torony köré a 18. században alacsony profilú sáncot építettek, amelyből napjainkra nagyon kis részek maradtak meg, és valamivel 1741 után a toronyhoz közeli sziklákba aknákat (fougasse) ástak.
A brit időszakban a Madliena torony megőrizte katonai és partvédelmi funkcióját, a Viktória-vonalak és a Pembroke erőd közötti stratégiai elhelyezkedése miatt. Az 1860-as évek végén vagy az 1870-es évek elején a belsejét teljesen átalakították, partvédő ágyútoronnyá – Martello-toronnyá – építették át. A mellvédet újjáépítették és a tetőn egy kör alakú nehézlöveg állást alakítottak ki. (Ennek ellenére a torony nem szerepelt a 19. századi fegyverzeti listákon, így valószínűleg a fegyvert soha nem helyezték a toronyba.)
1908-ban a Madliena torony tőszomszédságába tüzérségi ütegállást építettek, amely 1909 márciusában készült el és megépítése 99 fontba, 17 shillingbe és 2 pennybe került. Fegyverzete két QF 12 fontos haditengerészeti löveg volt, a lőállás iránytávmérőjét pedig a torony tetejére szerelték. Az ágyúkat elsősorban tengeri célpontok elleni éjszakai használatra szánták. Két raktár is épült az üteg készleteinek elhelyezésére. A lőállás egészen az 1920-as évekig a Máltai Királyi Tüzérség használatában volt.
A toronyba 1935-ben fényszórót szereltek. A második világháború alatt partvédelmi állásként működött, ekkor újabb, a terger felé nyitott fegyverállás épült mellé.
A Madliena torony 2009-ben a Fondazzjoni Wirt Artna civil szervezet gondozásába került. Azóta az Európai Regionális Fejlesztési Alap támogatásával restaurálták; a helyreállítás során az üteget elbontották, a torony eredeti ajtónyílását újra kinyitották és a szerkezeti sérüléseket kijavították.

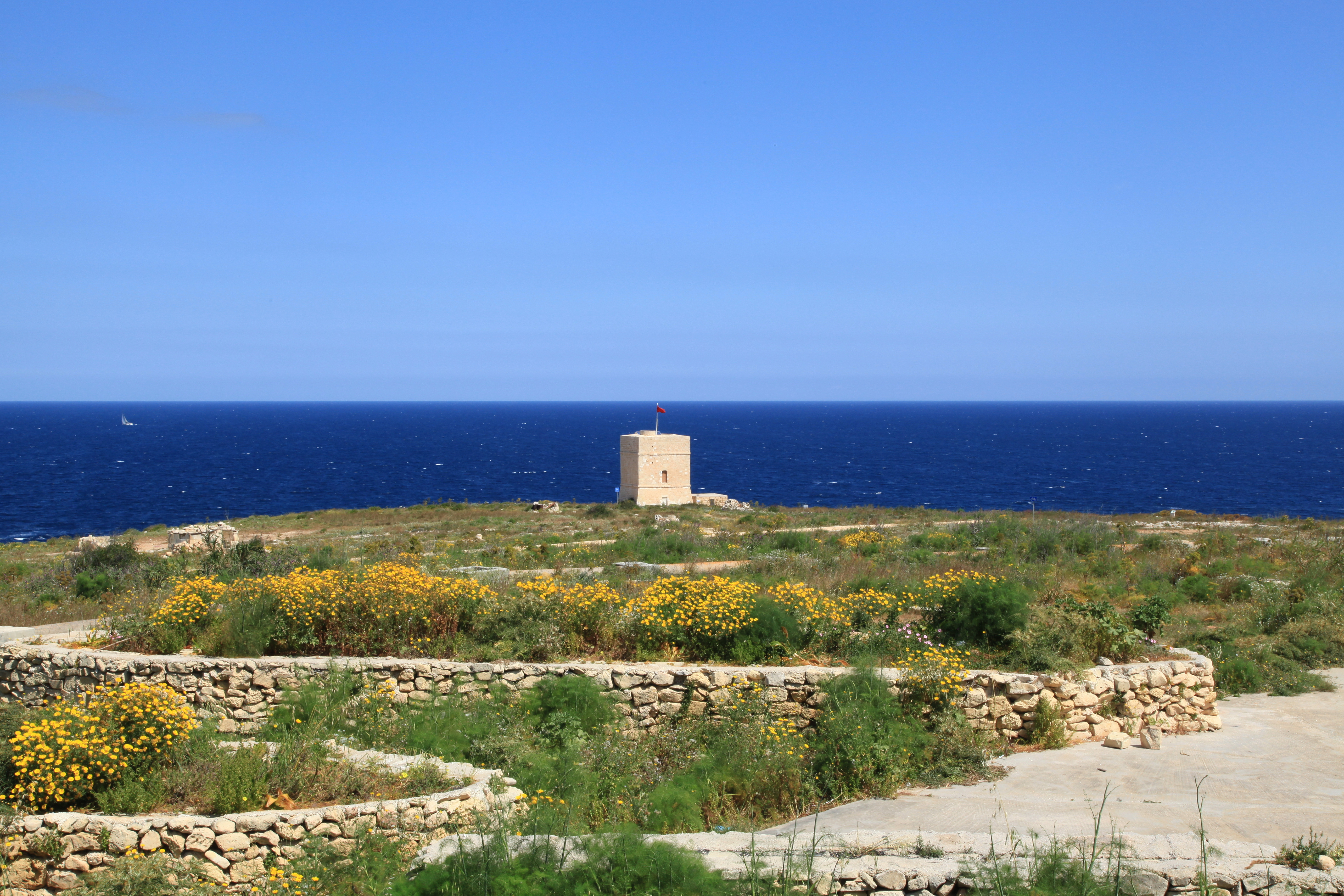
A torony látképe
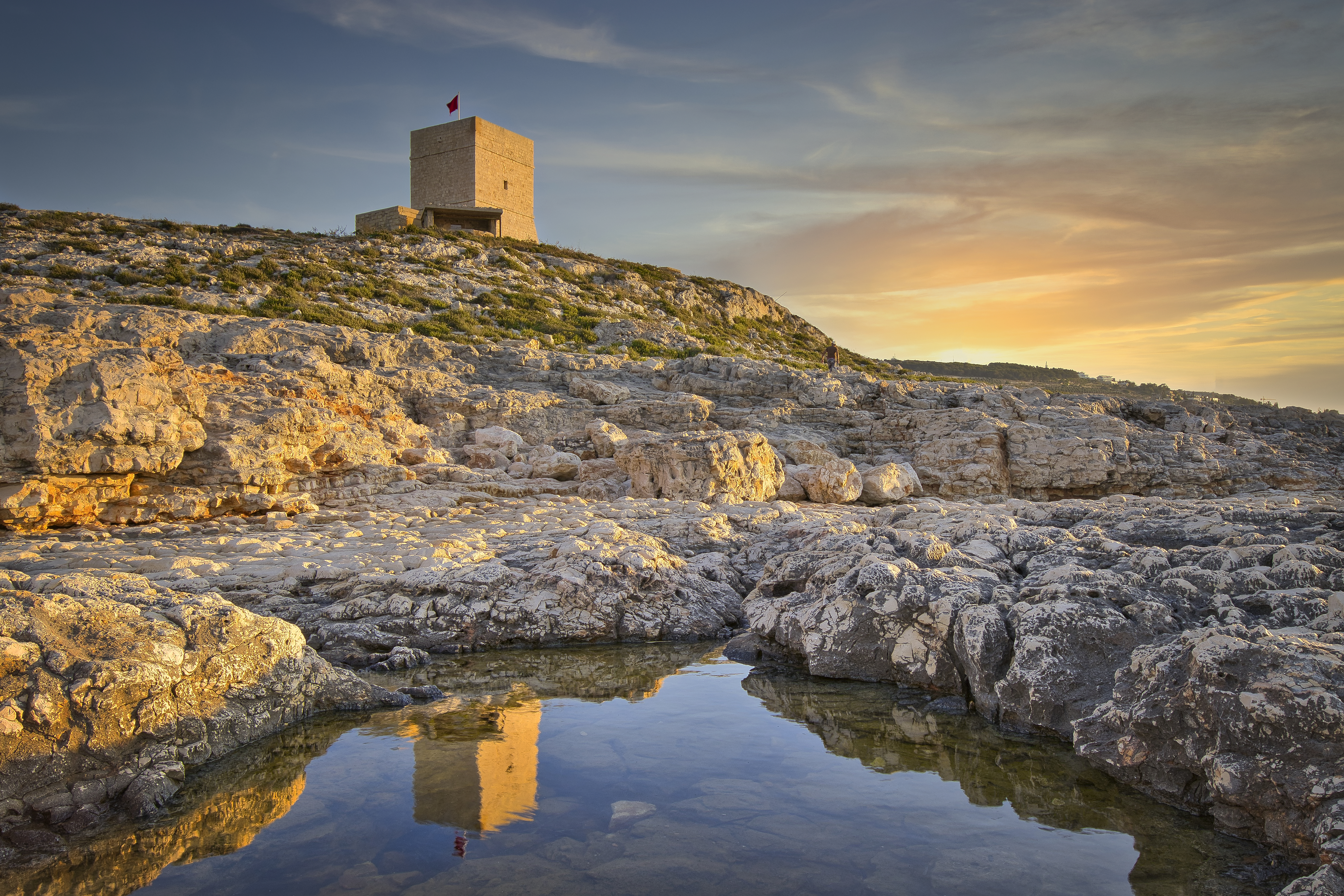
Reflexiók a partról
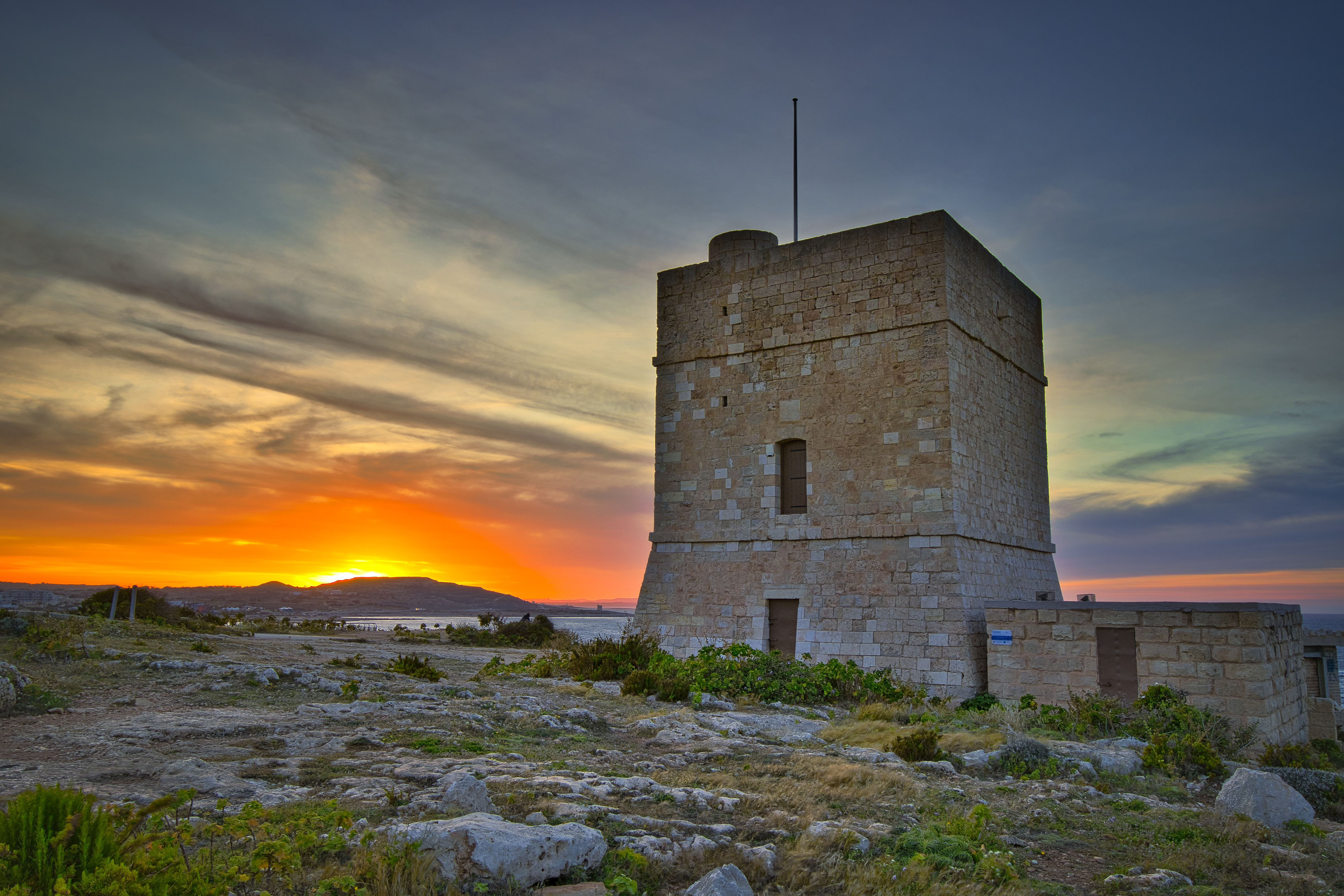
Naplemente a Madliena toronynál

## Fordítás
Ez a szócikk részben vagy egészben  a    Madliena Tower című angol Wikipédia-szócikk fordításán alapul.  Az eredeti cikk szerkesztőit annak laptörténete sorolja fel. Ez a jelzés csupán a megfogalmazás eredetét és a szerzői jogokat jelzi, nem szolgál a cikkben szereplő információk forrásmegjelöléseként.

## Külső hivatkozások
- A máltai szigetek kulturális javainak nemzeti jegyzéke[halott link]
- YouTube video showing Madliena Tower as it looked in the 19th century
- YouTube video showing Madliena Tower as it looked in World War II